# Third Division 1996-1997
La Football League Third Division 1996-1997, conosciuta anche con il nome di Nationwide Third Division per motivi di sponsorizzazione, è stato il 39º campionato inglese di calcio di quarta divisione, nonché il 5º con la denominazione di Third Division. 
La stagione regolare ha avuto inizio il 17 agosto 1996 e si è conclusa il 3 maggio 1997, mentre i play off si sono svolti tra l'11 ed il 24 maggio 1997. Ad aggiudicarsi la vittoria è stato il Wigan Athletic, al primo successo nella competizione. Le altre tre promozioni in Football League Second Division sono state invece conseguite dal Fulham (2º classificato), dal Carlisle United (3º classificato) e dal Northampton Town (vincitore dei play off).
Capocannoniere del torneo è stato Graeme Jones (Wigan Athletic) con 31 reti.

## Stagione

### Novità
Al termine della stagione precedente, insieme ai campioni di lega del Preston North End, salirono direttamente in Football League Second Division anche il Gillingham (2º classificato) ed il Bury (3º classificato). Mentre il Plymouth Argyle che giunse al 4º posto, riuscì a raggiungere la promozione attraverso i play-off. Il Torquay United, ultimo classificato, evitò invece la retrocessione, grazie all'esclusione dello Stevenage Borough (campione della Conference League), al quale fu negata la partecipazione alla Football League Third Division, perché non in possesso di uno stadio omologato per ospitare gare della Football League.
Queste squadre furono rimpiazzate dalle quattro retrocesse dalla Football League Second Division: Carlisle United, Swansea City, Brighton & Hove Albion (relegato in quarta divisione dopo trentadue anni) ed Hull City (per quest'ultimo la discesa nell'ultima serie professionistica del calcio inglese arrivò invece dopo quattordici anni)

### Formula
Le prime tre classificate venivano promosse direttamente in Football League Second Division, insieme alla vincente dei play off a cui partecipavano le squadre giunte dal 4º al 7º posto. Mentre l'ultima classificata retrocedeva in Conference League.

## Squadre partecipanti
| Squadra                | Città                           | Stadio            | Stagione precedente                                      |
| ---------------------- | ------------------------------- | ----------------- | -------------------------------------------------------- |
| Barnet                 | Londra (High Barnet)            | Underhill Stadium | 9º posto in Football League Third Division               |
| Brighton & Hove Albion | Brighton                        | Goldstone Ground  | 23º posto in Football League Second Division, retrocesso |
| Cambridge United       | Cambridge                       | Abbey Stadium     | 16º posto in Football League Third Division              |
| Cardiff City           | Cardiff                         | Ninian Park       | 22º posto in Football League Third Division              |
| Carlisle United        | Carlisle                        | Brunton Park      | 21º posto in Football League Second Division, retrocesso |
| Chester City           | Chester                         | Deva Stadium      | 8º posto in Football League Third Division               |
| Colchester United      | Colchester                      | Layer Road        | 7º posto in Football League Third Division               |
| Darlington             | Darlington                      | Feethams Ground   | 20º posto in Football League Third Division              |
| Doncaster Rovers       | Doncaster                       | Belle Vue         | 13º posto in Football League Third Division              |
| Exeter City            | Exeter                          | St James Park     | 14º posto in Football League Third Division              |
| Fulham                 | Londra (Hammersmith and Fulham) | Craven Cottage    | 17º posto in Football League Third Division              |
| Hereford United        | Hereford                        | Edgar Street      | 6º posto in Football League Third Division               |
| Hartlepool United      | Hartlepool                      | Victoria Park     | 20º posto in Football League Third Division              |
| Hull City              | Kingston upon Hull              | Boothferry Park   | 24º posto in Football League Second Division, retrocesso |
| Leyton Orient          | Londra (Leyton)                 | Brisbane Road     | 21º posto in Football League Third Division              |
| Lincoln City           | Lincoln                         | Sincil Bank       | 18º posto in Football League Third Division              |
| Mansfield Town         | Mansfield                       | Field Mill        | 19º posto in Football League Third Division              |
| Northampton Town       | Northampton                     | Sixfields Stadium | 11º posto in Football League Third Division              |
| Rochdale               | Rochdale                        | Spotland Stadium  | 15º posto in Football League Third Division              |
| Scarborough            | Scarborough                     | Seamer Road       | 23º posto in Football League Third Division              |
| Scunthorpe United      | Scunthorpe                      | Glanford Park     | 12º posto in Football League Third Division              |
| Swansea City           | Swansea                         | Vetch Field       | 22º posto in Football League Second Division, retrocesso |
| Torquay United         | Torquay                         | Plainmoor         | 24º posto in Football League Third Division, riammesso   |
| Wigan Athletic         | Wigan                           | Springfield Park  | 10º posto in Football League Third Division              |

## Classifica finale
|  | Pos. | Squadra          | Pt | G  | V  | N  | P  | GF | GS | DR  |
|  | ---- | ---------------- | -- | -- | -- | -- | -- | -- | -- | --- |
|  | 1    | Wigan            | 87 | 46 | 26 | 9  | 11 | 84 | 51 | +33 |
|  | 2    | Fulham           | 87 | 46 | 25 | 12 | 9  | 72 | 38 | +34 |
|  | 3    | Carlisle Utd     | 84 | 46 | 24 | 12 | 10 | 67 | 44 | +23 |
|  | 4    | Northampton Town | 72 | 46 | 20 | 12 | 14 | 67 | 44 | +23 |
|  | 5    | Swansea City     | 71 | 46 | 21 | 8  | 17 | 62 | 58 | +4  |
|  | 6    | Chester City     | 70 | 46 | 18 | 16 | 12 | 55 | 43 | +12 |
|  | 7    | Cardiff City     | 69 | 46 | 20 | 9  | 17 | 57 | 55 | +2  |
|  | 8    | Colchester Utd   | 68 | 46 | 17 | 17 | 12 | 62 | 51 | +11 |
|  | 9    | Lincoln City     | 66 | 46 | 18 | 12 | 16 | 70 | 69 | +1  |
|  | 10   | Cambridge Utd    | 65 | 46 | 18 | 11 | 17 | 53 | 59 | -6  |
|  | 11   | Mansfield Town   | 64 | 46 | 16 | 16 | 14 | 47 | 45 | +2  |
|  | 12   | Scarborough      | 63 | 46 | 16 | 15 | 15 | 66 | 69 | -3  |
|  | 13   | Scunthorpe Utd   | 63 | 46 | 18 | 9  | 19 | 59 | 62 | -3  |
|  | 14   | Rochdale         | 58 | 46 | 14 | 16 | 16 | 58 | 58 | 0   |
|  | 15   | Barnet           | 58 | 46 | 14 | 16 | 16 | 46 | 51 | -5  |
|  | 16   | Leyton Orient    | 57 | 46 | 15 | 12 | 19 | 50 | 58 | -8  |
|  | 17   | Hull City        | 57 | 46 | 13 | 18 | 15 | 44 | 50 | -6  |
|  | 18   | Darlington       | 52 | 46 | 14 | 10 | 22 | 64 | 78 | -14 |
|  | 19   | Doncaster        | 52 | 46 | 14 | 10 | 22 | 52 | 66 | -14 |
|  | 20   | Hartlepool Utd   | 51 | 46 | 14 | 9  | 23 | 53 | 66 | -13 |
|  | 21   | Torquay Utd      | 50 | 46 | 13 | 11 | 22 | 46 | 62 | -16 |
|  | 22   | Exeter City      | 48 | 46 | 12 | 12 | 22 | 48 | 73 | -25 |
|  | 23   | Brighton (-2)    | 47 | 46 | 13 | 10 | 23 | 53 | 70 | -17 |
|  | 24   | Hereford Utd     | 47 | 46 | 11 | 14 | 21 | 50 | 65 | -15 |

Legenda:
      Promosso in Football League Second Division 1997-1998.
  Ammesso ai play-off.
      Retrocesso in Conference League 1997-1998.
Regolamento:
Tre punti a vittoria, uno a pareggio, zero a sconfitta.
In caso di arrivo di due o più squadre a pari punti, la graduatoria verrà stilata secondo i seguenti criteri:
- maggior numero di gol segnati
- differenza reti

Note:

Wigan Athletic Campione della Third Division 1996-97 per il maggior numero di gol segnati rispetto all'ex aequo Fulham.
Hereford United retrocesso in Conference League per il minor numero di gol segnati rispetto all'ex aequo Brighton & Hove Albion.
Il Brighton & Hove Albion è stato sanzionato con 2 punti di penalizzazione per un'invasione di campo dei propri tifosi nel match interno con il Lincoln City del 1 ottobre 1996.

## Spareggi

### Play-off

#### Tabellone
|  | Semifinali | Semifinali       | Semifinali | Semifinali | Semifinali |  |  | Finale           | Finale           | Finale |  |
|  |            |                  |            |            |            |  |  |                  |                  |        |  |
|  | 7          | Cardiff City     | 0          | 2          | 2          |  |  |                  |                  |        |  |
|  | 4          | Northampton Town | 1          | 3          | 4          |  |  | Northampton Town | Northampton Town | 1      |  |
|  | 6          | Chester City     | 0          | 0          | 0          |  |  | Swansea City     | Swansea City     | 0      |  |
|  | 5          | Swansea City     | 0          | 3          | 3          |  |  |                  |                  |        |  |

#### Semifinali
|                  | Risultati |                  | Luogo e data                |
| ---------------- | --------- | ---------------- | --------------------------- |
| Cardiff City     | 0-1       | Northampton Town | Cardiff, 11 maggio 1997     |
| Northampton Town | 3-2       | Cardiff City     | Northampton, 14 maggio 1997 |
|                  |           |                  |                             |
| Chester City     | 0-0       | Swansea City     | Chester, 11 maggio 1997     |
| Swansea City     | 3-0       | Chester City     | Swansea, 14 maggio 1997     |
|                  |           |                  |                             |

#### Finale
|                  | Risultati |              | Luogo e data                             |
| ---------------- | --------- | ------------ | ---------------------------------------- |
| Northampton Town | 1-0       | Swansea City | Londra (Wembley Stadium), 24 maggio 1997 |
|                  |           |              |                                          |